# 湊町 (青森県)
湊町（みなとまち）は、かつて青森県にあった町。

## 沿革
- 1889年（明治22年）4月1日 - 町村制施行により三戸郡浜通村の一部、大久保村が合併し、湊村（みなとむら）が発足。
- 1924年（大正13年）11月10日 - 町制施行し湊町となる。
- 1929年（昭和4年）5月1日 - 三戸郡八戸町、小中野町、鮫村と合併し八戸市を新設して消滅。